# Episodi di Life in Pieces (terza stagione)
La terza stagione della serie televisiva Life in Pieces, composta da 22 episodi, è stata trasmessa negli Stati Uniti per la prima volta dall'emittente CBS dal 2 novembre 2017 al 17 maggio 2018.
In Italia, la stagione è andata in onda in prima visione satellitare su Fox, canale a pagamento della piattaforma Sky, dal 1º giugno 2018.
| n° | Titolo originale                            | Titolo italiano              | Prima TV USA     | Prima TV Italia |
| -- | ------------------------------------------- | ---------------------------- | ---------------- | --------------- |
| 1  | Settlement Pacifier Attic Unsyncing         | I soldi fanno la felicità    | 2 novembre 2017  | 1º giugno 2018  |
| 2  | Bunny Single Nightmare Drinking             | Ex mariti-futuri papà        | 9 novembre 2017  | 1º giugno 2018  |
| 3  | Treasure Ride Poker Hearing                 | La capsula del tempo         | 16 novembre 2017 | 8 giugno 2018   |
| 4  | Testosterone Martyr Baked Knife             | Il Giorno del Ringraziamento | 23 novembre 2017 | 8 giugno 2018   |
| 5  | Meal Potty Cart Middle                      | Nuove esperienze             | 30 novembre 2017 | 15 giugno 2018  |
| 6  | Waffle Permission Kidless Boyfriend         | Imprevisti                   | 7 dicembre 2017  | 15 giugno 2018  |
| 7  | Thirty-Five Teacher Escape Lottery          | La maestra di scienze        | 14 dicembre 2017 | 22 giugno 2018  |
| 8  | The Twelve Shorts of Christmas              | Le 12 storie di Natale       | 21 dicembre 2017 | 22 giugno 2018  |
| 9  | Reading Egg Nurse Neighbor                  | Mai fidarsi dei vicini       | 4 gennaio 2018   | 29 giugno 2018  |
| 10 | Emergency Interview Driving Lunch           | Tutti i possibili figli      | 11 gennaio 2018  | 29 giugno 2018  |
| 11 | Goose Friends Auction Fog                   | Vendetta e gelosia all'asta  | 18 gennaio 2018  | 6 luglio 2018   |
| 12 | Toilet Shaving Stuck Fertility              | Il consulente olistico       | 1º febbraio 2018 | 6 luglio 2018   |
| 13 | Therapy Cheating Shoes Movie                | Strane alleanze              | 1º marzo 2018    | 13 luglio 2018  |
| 14 | Parents Ancestry Coupon Chaperone           | Vecchie storie               | 8 marzo 2018     | 13 luglio 2018  |
| 15 | Graffiti Cute Jewelry Shots                 | Nostalgia                    | 29 marzo 2018    | 20 luglio 2018  |
| 16 | Pageant Bike Animals Jerky                  | Nuove avventure              | 5 aprile 2018    | 20 luglio 2018  |
| 17 | Sitter Dating Sister Mattress               | Alternative                  | 12 aprile 2018   | 27 luglio 2018  |
| 18 | Portrait Plagiarism Renter Scam             | Fiducia malriposta           | 19 aprile 2018   | 27 luglio 2018  |
| 19 | #TBT: House Destiny Introduction Retirement | Ricordi                      | 26 aprile 2018   | 3 agosto 2018   |
| 20 | Lingerie Cookbook Gamble Surrogate          | Imbarazzo                    | 3 maggio 2018    | 3 agosto 2018   |
| 21 | Video Piercing Model Hangover               | Nuove proposte               | 17 maggio 2018   | 10 agosto 2018  |
| 22 | Sixteen Spanish Car Leak                    | Traguardi insieme            | 17 maggio 2018   | 10 agosto 2018  |